# Osteocephalus buckleyi
La rana de casco de Buckley (Osteocephalus buckleyi) es una especie de anfibios de la familia Hylidae.
Habita en Bolivia, Brasil, Colombia, Ecuador, Guayana Francesa, Guayana, Perú, Surinam y Venezuela.
Sus hábitats naturales incluyen bosques tropicales o subtropicales secos y a baja altitud, ríos y marismas de agua dulce. Está amenazada por la destrucción de su hábitat natural.